# Petr Jan Olivi
Pierre de Jean Olivi (známý také jako Pierre Déjean), latinsky Petrus Iohannis Olivi, v češtině známý jako Petr Jan Olivi (1248 – 14. března 1298) byl františkánský myslitel z kláštera v Narbonne v jižní Francii. Svým intelektuálním přínosem se nesmazatelně zapsal do dějin Řádu menších bratří i scholastického písemnictví. Vynikl však především jako autor kontroverzního konceptu usus pauper (v doslovném překladu „omezené používání“), který měl omezit užívání individuálního i společného majetku ke zpohodlnění či zesnadnění života řeholníků.
Během svého aktivního působení získal pro svou myšlenku značné množství stoupenců z prvního i třetího řádu (terciáři). Ačkoli byl vnitřně přesvědčen o ortodoxii svých křesťanských postojů, vyjadřoval se k důležitým otázkám často neurčitě až tajemně, což vyvolávalo konflikty s ostatními členy. Volné vykládání jeho teologie či názorů na chudobu ze strany méně vzdělaných mnichů a laiků navíc podporovalo podezřívavost vyšších církevních hodnostářů, a proto se Olivi musel několikrát hájit před generální kapitulou řádu. Část žebravého řádu i měšťanů se pod Oliviho vlivem radikalizovala, protože jej považovala za vzor nejvýše mravního života. Smrt duchovního vzoru těchto františkánů-spirituálů postupem času znamenala stále ostřejší vymezování rigorózních skupinek vůči kléru i papežské kurii. Až zásah papeže Jana XXII. zahájil vlnu perzekucí, která smetla extrémně rigorózní františkány z povrchu Francie i Itálie.

## Život
Petr Jan Olivi pocházel z Languedocu, provincie jižní Francie. Ve dvanácti letech odešel do města Béziers, kde vstoupil do františkánského řádu. Doba pařížských studií byla bohatá na setkání s významnými františkánskými představiteli, kteří mladého učence obohatili o nové zkušenosti, myšlenky a metody, jež po příchodu do Narbonne dále rozpracovával. Než papež Mikuláš III. vydal v srpnu 1279 bulu Exiit qui seminat, v níž dal na vědomí, že dodržování františkánského slibu ve smyslu doslovného žití podle evangelia je prakticky nemožné, Olivi byl dokonce přizván, aby tuto ústřední myšlenku formuloval. Tvrdil, že je obsah konstituce třeba vztahovat k záměru Menších bratří, který se ovšem může lišit od reálné praxe. Do přelomu 70. a 80. let byl tedy Olivi považován za doktrinálně bezúhonného.
Roku 1279 sepsal Quaestiones de perfectione evangelica (Otázky o evangelní dokonalosti), které mimo jiného předkládaly učení usus pauper. Ukázalo se, že spor ohledně uctívání chudoby nebylo možné řešit uvnitř řádu. Přestože byl Oliviho postoj k sympatizantům obezřetný a sám respektoval příkazy dané církevní autoritou, byl obviněn, že je hlavou „pověrčivé sekty“. Následovala série doktrinálního zkoumání napříč událostmi, které obnášely teologické debaty, obhajobu kontroverzních článků před generální kapitulou řádu i zakázání spisů a konečně rehabilitaci v roce 1287 z rozhodnutí generálního ministra Mattea z Acquasparty.
Pro uklidnění situace vyslal řádový ministr Oliviho učit do Florencie. Tak došlo k prolínání Oliviho vnímání ideálu Františkova života s vizí chudoby podle Fraticelli de paupere vita ("bratříčků"), italskou odnoží spirituálů. Za mluvčí italské větve spirituálních rigoristů jsou považováni Angelo Clareno a zejména Ubertino da Casale, Oliviho společník během působení v Itálii. Italské hnutí se vyznačovalo silným důrazem na chiliastické ideje Jáchyma z Fiore, kalábrijského proroka. Petr Jan Olivi se identifikoval s aspekty Jáchymova učení, co se týče smýšlení o konci světa. Ve vlastním díle Lectura super Apocalypsim (komentář ke knize Zjevení sv. Jana) potom symbolickým jazykem vykreslil povahu bitvy mezi přívrženci evangelia a jeho odpůrci. Zbytek života strávil Olivi v rodné Francii. Po jeho smrti se staly jeho zásady středem kultu neoficiálního světce a jeho hrob poutním místem věrných zastánců. Památné místo zničil až papež Jan XXII.

### Koncil ve Vienne
Roku 1312 zasedal církevní sněm ve Vienne. Vedle zrušení templářského řádu se v závěrečném zasedání projednávala otázka dodržování chudoby v Řádu menších bratří. Byly odsouzeny tři Oliviho nauky i názor, že lidská duše je „formou“ těla. Jako heretické však Oliviho učení v jeho úplnosti nikdy oficiálně odsouzeno nebylo.

## Kontroverzní témata

### Usus pauper
Usus pauper v doslovném překladu znamená „chudé užívání“. Vzorem pro určení pravé míry chudoby a prostoty života řádu byla Olivimu Františkova Závěť (Testamentum). Právě Závěť se také stala důležitým zdrojem podnětů k vnitřnímu rozkolu řeholního společenství františkánů. Nedbalost způsobená opomíjením evangelní skromnosti totiž podle Oliviho vedla k pokleskům až duchovní ochablosti bratrů, původně směřovaných k tomu reprezentovat ideál chudoby podle vita apostolica. Oliviho sympatizanti, z nichž mnozí byli fanatici chudoby, se proto souhrnně označovali jako spirituální františkáni.
Krize kolem učení o „chudém užívání“ se vystupňovala v letech 1279 až 1283. Spolu s Olivim věřili spirituální františkáni v nezbytnost zakotvení učení o „chudém užívání“ ve slibu chudoby, pokud se měli řádoví příslušníci vyhnout smrtelnému hříchu. Kromě všude číhající hrozby smrtelného hříchu čelili Oliviho odpůrci obavě z úbytku nových členů, pokud se měl řád distancovat od papežské kurie a důsledně rozlišovat, jaké užívání společného majetku – oficiálně spravovaného papežem – lze ještě tolerovat. Přijetí učení o „chudém užívání“ totiž podmiňovalo přehodnocení optimální míry chudoby, na níž však nepanoval jednotný názor. Umírnění františkáni na rozdíl od spirituálů-rigoristů považovali za nezbytné při rozrůstání řádu razantně přizpůsobit i ideál chudoby.
Na hodnověrnosti a pravosti usus pauper Olivi nicméně dále trval. Své myšlenky vztahoval jednak k Testamentu, ale také k Františkově řeholi sepsané roku 1223 a tvrdil, že je třeba usus pauper chápat jako integrovanou součást s řeholí nerozlučně spjatou. Nechápal jej tedy jako pouhý předpis, ale jako kořen františkánského života. Navzdory obranné pozici bylo kontroverzní učení františkánského myslitele pranýřováno a spolu s některými jinými spisy zakázáno řádem roku 1285.Po rehabilitaci, jež následovala po dvou letech, odešel Olivi do Santa Croce, kde vyučoval v tamním konventu.

### Vliv Jáchyma z Fiore
Étos 13. století se vyznačoval silným eschatologickým očekáváním. Apokalyptické představy některých Menších bratří byly živeny obavami z dalšího vývoje řádu a Oliviho práce o apokalypse silně přispěla k šíření myšlenky o Božím soudu i mimo řeholní společenství, takže stoupenci laických hnutí pochybovali o svrchovanosti církve samotné.[zdroj?]
Látku pro komentář ke knize Zjevení sv. Jana čerpal ze spisu italského teologa Jáchyma z Fiore. Protože Jáchym neposkytl pro bližší historické určení jasné vodítko, přizpůsobil Olivi jeho učení duchu františkánské doby. Kromě částí s mravoučným charakterem, kde františkán apeluje na zdrženlivost a dodržování ctnostného života, obsahuje komentář i kontroverzní pasáž o dvou církvích: celkově viditelné a církvi tělesné, z níž měl vzejít Antikrist. Odmítal sice, aby byly prorocké apokalyptické symboly spojovány s konkrétními postavami tělesné církve, ale otevřeně jí přiřkl zodpovědnost za okázalý luxus a simonii, kterými pohrdal.
Dokud Olivi žil, úspěšně odkláněl tendence sympatizantů zasazovat konkrétní postavy do soudobého kontextu. Situace se však změnila koncem 13. století a hlavně v prvním desetiletí 14. století, kdy chiliasté sloučili viditelnou církev s tělesnou a označili církevní hodnostáře za mařitele plánu na zduchovnění lidstva, tedy za pomocníky mystického Antikrista. Lectura byla jako heretický spis definitivně odsouzena v roce 1326.

## Některá díla
- Komentář k řeholi
- Komentáře ke Čtyřem knihám Sentencí
- Quodlibeta
- Quaestiones de perfectione evangelica (Otázky o evangelní dokonalosti),
- De perlegendis libris philosophorum
- Lectura super Apocalypsim (komentář ke knize Zjevení sv. Jana)